# Trifoniano (consular)
Trifoniano (em latim: Tryphonianus) foi um oficial romano do século IV, ativo durante o reinado do imperador Constâncio II (r. 337–361). Segundo uma das epístolas de Libânio, era casado, mas o nome de sua esposa é incerto. É citado em 360, quando ocupou a posição de governador (consular) da Síria e foi acusado de ofensas financeiras. Era sucessor de Sabino.